# Robert Simpson (météorologue)
Pour les articles homonymes, voir Robert Simpson et Simpson.
Robert Homer Simpson, dit Bob, né le 19 novembre 1912 à Corpus Christi (Texas) et mort le 19 décembre 2014 à Washington (district de Columbia), est un météorologue américain spécialisé dans l’étude des ouragans. Il fut le premier directeur du projet américain de recherche dans ce domaine de 1955 à 1959. Il fut par la suite le directeur du National Hurricane Center de 1967 à 1974. Il est surtout connu pour avoir développé, avec l’ingénieur Herbert Saffir, l’échelle de Saffir-Simpson qui relie la force des ouragans et les dommages qu’ils causent.

## Jeunesse
Robert Simpson est né à Corpus Christi (Texas) en 1912. À l’âge de six ans, il survit au passage d’un ouragan dévastateur dans cette région ce qui lui donne une fascination pour la météorologie. Après ses études secondaires, il entre à l’Université Southwestern et gradue en 1932 avec un baccalauréat en physique. Il poursuit en maîtrise à l’université Emory et obtient son diplôme en 1935.
Ne trouvant pas de travail dans son domaine durant la Grande Dépression, il est engagé comme enseignant de musique dans une école secondaire (voir Système éducatif des États-Unis) au Texas. Finalement en 1940, Simpson est engagé par le Weather Bureau (ancêtre du National Weather Service) comme observateur météorologique à Brownsville (Texas) puis à Swan Island au Honduras avec la promesse d'être rappelé aux États-Unis après six mois afin de devenir aspirant météorologiste.

## Carrière au NWS
Simpson a cependant de la peine à faire respecter cette promesse car l'administrateur qui l'avait faite avait été muté entretemps. Ce n'est qu'après l’attaque de Pearl Harbor en 1941, qu'il devient météorologue prévisionniste au bureau de La Nouvelle-Orléans. Un an plus tard, il s’inscrit à l’université de Chicago pour poursuivre ses études de doctorat en météorologie lors d'une assignation dans cette ville à une école de météorologie pour les forces armées.
Il devra cependant remettre à plus tard ses études, étant rappelé par le service météorologique pour travailler au centre des ouragans de Miami (Floride), sous la direction de Grady Norton. Il est ensuite mis sur le projet de création d’une école de météorologie pour l’US Air Force au Panama. C’est à ce moment qu’il vole pour la première fois dans un cyclone tropical dans un avion militaire de connaissance. Après la Seconde Guerre mondiale, il persuadera l’Air Force de le laisser monter régulièrement à bord de ces avions qui vont à la chasse aux ouragans pour prendre des données scientifiques avec une instrumentation rudimentaire.
L’école fut fermée après la guerre et Simpson retourna à Miami puis fut muté aux quartiers généraux du Weather Bureau à Washington. Il y travailla avec le docteur Francis Reichelderfer. En 1949, ce dernier envoya Simpson à Hawaï pour restructurer les opérations du service dans le Pacifique. Il mit sur pied une station d’observation au Mauna Loa, étudia les dépressions de Kona et fit un vol de recherche dans le typhon Marge de 1951 à bord d’un appareil spécialement équipé pour cette mission.
Malgré plusieurs pressions de sa part, le Weather Bureau ne fit pas suite à ses demandes de subventionner des vols réguliers de recherche dans les ouragans dû à un manque de fonds au début des années 1950. Cependant, la saison des ouragans de 1954 fut particulièrement mouvementée et plusieurs de ces systèmes affectèrent la côte est de États-Unis, déliant les cordons de la bourse au Congrès américain pour la mise sur pied d’un meilleur système d’alerte cyclonique. Reichelderfer chargea Bob Simpson du projet de recherche nationale sur les ouragans en 1955.
Durant quatre années, Simpson mena le projet à travers les écueils bureaucratiques et lorsqu’il quitta en 1959, la recherche sur les ouragans dans sa version moderne était sur de solides bases. Il finit ses études doctorales à l’université de Chicago sous la direction du docteur Herbert Riehl  et retourna à Washington ensuite pour diriger le laboratoire de recherche sur les orages violents du Weather Bureau. Ce dernier devint plus tard le National Severe Storms Laboratory, l’un des plus reconnus mondialement dans le domaine.
En 1961, il a obtenu une bourse de la National Science Foundation pour l’étude de l’ensemencement des nuages dans un ouragan. Avec une équipe formée de membres du centre de recherche sur les ouragans et des équipages de l’aéronavale de la US Navy, il procéda à une mission d’ensemencement de l’ouragan Esther en 1961. Cette expérience ayant donné des résultats encourageants, le Weather Bureau et la Navy furent persuadés de soutenir le projet Stormfury en 1962 sous sa direction. Robert Simpson reste à la tête du projet trois ans, incluant la mission dans l’ouragan Beuhlah de 1963. En 1965, il épousa Joanne Malkus, une météorologue réputée pour ses recherches sur les nuages, et la persuada de lui succéder pour diriger  Stormfury pendant qu’il devenait directeur des opérations du Weather Bureau.
En 1967, Simpson fut nommé directeur-adjoint du National Hurricane Center (NHC) pour assister son ami Gordon Dunn, le directeur, qui allait prendre sa retraite dans peu de temps. Il sépara le NHC du bureau local de prévision météorologique de Miami et en fit un centre indépendant avec le titre de spécialistes des ouragans pour les superviseurs de quarts. En 1968, Simpson prit la tête du NHC et le resta jusqu’en 1974. Durant son terme de directeur du NHC, il développa avec l’ingénieur Herbert Saffir l’échelle de Saffir-Simpson. Il mit également sur pied la section des satellites météorologiques, étudia les petits cyclones subtropicaux provenant de dépressions des latitudes moyennes (appelés neutercanes à cette époque) et inaugura le suivi de ces cyclones subtropicaux.
À l’occasion du passage de l’ouragan Camille, la prévision laissa à désirer à cause des problèmes à obtenir des données in situ. Lors du passage de ce système, on manqua en effet d’avions pour aller voler dans l’ouragan. La flotte d’avions chasseurs d’ouragans de l’US Air Force et la US Navy était vétuste et le Congrès avait refusé d’accorder des crédits pour son renouvellement. Lorsque Simpson répondit franchement aux questions du vice-président Spiro Agnew à ce sujet, il mit indirectement le patron de la NOAA dans l’embarras, ce qui faillit lui coûter sa carrière mais amena un déblocage de fonds au Congrès.

## Vie académique
En 1974, Robert Simpson laissa les rênes du NHC au directeur adjoint, Neil Frank, quitta le service public et retourna à Washington. Il mit sur pied une entreprise de consultant en météorologie à Charlottesville (Virginie) . Lui et son épouse se joignirent comme professeurs au département des sciences environnementales de l’université de Virginie où il participa à de nombreuses missions internationales de recherche en météorologie comme GATE, MONEX, ITEX, and Toga COARE.
Simpson écrivit avec Herbert Riehl le livre "The Hurricane and Its Impacts" en 1981 et fut un des coauteurs de HURRICANE! Coping with Disaster.

## Honneurs
Robert Simpson est membre émérite de l’American Meteorological Society (AMS) et un Fellow de l’Explorers Club de New York. Il a reçu du département du Commerce des États-Unis la médaille du service exceptionnel en 1962 et en 2008 celle du héros de l'environnement pour l'ensemble de son œuvre. L’AMS lui a attribué la médaille Cleveland Abbe en 1991 pour son travail de pionnier dans le recherche sur les cyclones tropicaux et pour la mise sur pied de programmes dans ce domaine. Il a été également décoré par le gouvernement de la France.

## Vie personnelle

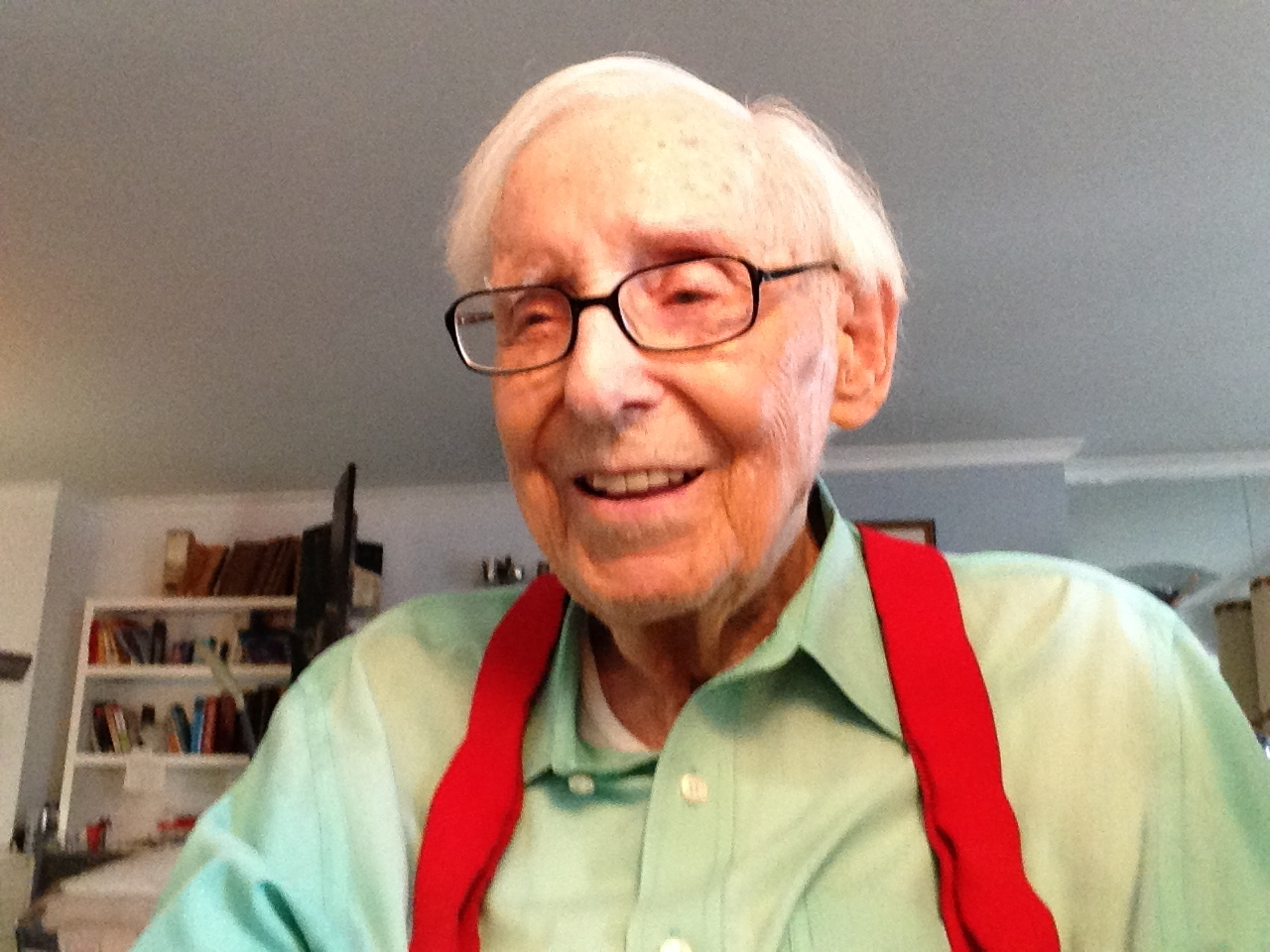
Photo de Simpson à 101 ans dans un article de la NOAA.

Son épouse, Joanne Simpson, la première femme à recevoir un doctorat en météorologie aux États-Unis, est connue pour ses recherches sur les cyclones tropicaux, en particulier pour l'interprétation des tours convectives, les alizés, l'interaction air-mer et pour avoir été un des instigateurs du programme Tropical Rainfall Measuring Mission,. Elle est décédée en 2010. 
Robert Simpson est devenu centenaire le 19 novembre 2012 et résidait à Washington jusqu'à son décès durant son sommeil le 19 décembre 2014.